# Sabin-Marie Saint-Gaudens
Sabin-Marie Saint-Gaudens (* 24. September 1921 in Miremont; † 23. Dezember 2001) war römisch-katholischer Bischof von Agen.

## Leben
Sabin-Marie Saint-Gaudens empfing am 29. Juni 1948 die Priesterweihe.
Paul VI. ernannte ihn am 27. Februar 1967 zum Weihbischof in Toulouse und Titularbischof von Lapda. Der Erzbischof von Toulouse Louis-Jean-Frédéric Guyot weihte ihn am 21. Mai desselben Jahres zum Bischof; Mitkonsekratoren waren eben Jean-Baptiste Brunon PSS, Bischof von Tulle, und Alfred-Jean-Félix Ancel IdP, Weihbischof in Lyon.
Am 15. September 1972 ernannte der Papst ihn zum Koadjutorbischof von Agen. Nach der Emeritierung Roger André Marcel Johans folgte er ihm am 13. März 1976 als Bischof von Agen nach. Am 13. Dezember 1996 nahm Johannes Paul II. seinen altersbedingten Rücktritt an.